# Pojedynczy głos nieprzechodni
Pojedynczy głos nieprzechodni (ang. Single non-transferable vote, SNTV) – system wyborczy, w którym każdy wyborca oddaje dokładnie jeden głos, na wybranego przez siebie kandydata.

## Przykład
Załóżmy, że mamy trzy mandaty i pięciu kandydatów: A, B, C, D i E należących do trzech partii.
| Głosy | Kandydaci | Partie |
| ----- | --------- | ------ |
| 14    | A         | X      |
| 20    | B         | Y      |
| 21    | C         | Z      |
| 29    | D         | Z      |
| 33    | E         | Y      |

Zwyciężają kandydaci C, D oraz E ponieważ otrzymali największą liczbę głosów. Oznacza to, że Partia Z otrzyma 2 mandaty, natomiast Partia Y tylko 1, mimo że Partia Y dostała więcej głosów niż Partia Z.
| Partie | Głosy | Mandaty |
| ------ | ----- | ------- |
| Y      | 53    | 1       |
| Z      | 50    | 2       |
| X      | 14    | 0       |

## Zastosowanie
Obecnie SNTV używany jest w wyborach ustawodawczych w Afganistanie, Pitcairn, Vanuatu i w 90 na 150 miejsc Izby Dolnej Jordanii, w wyborach parlamentarnych w Indonezji i w 6 na 113 miejsc w ramach systemu równoległego na Tajwanie.